# Аквамарин (цвят)
 Тази статия е за цвета.  За минерала вижте аквамарин.  
Аквамаринът е вторичен цвят от бялата слънчева светлина, намиращ се между синьото и зеленото в небесната дъга, разпознаваем от човека предимно в камъка аквамарин, откъдето произлиза името му.
Вторичен цвят в студените тонове в изобразителното изкуство. Аквамаринът е сложно съчетание между основен цвят синьо, основен вторичен зелено и неутрален бял цвят. Близък цвят на аквамарина е тюркоазеното.